# Зулинген
Зулинген (нем. Sulingen) — город в Германии, в земле Нижняя Саксония.
Входит в состав района Дипхольц. Население составляет 12 599 человек (на 31 декабря 2010 года). Занимает площадь 110,61 км². Официальный код — 03 2 51 040.
Город подразделяется на 5 городских районов.

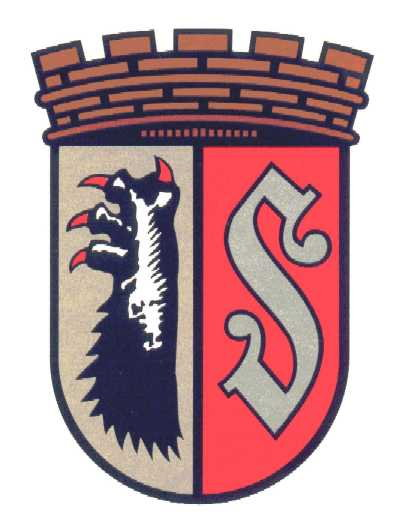
Зулинген

| Год  | Население |
| ---- | --------- |
| 1990 | 11 216    |
| 1995 | 12 351    |
| 2000 | 12 594    |
| 2005 | 12 856    |
| 2010 | 12 716    |